# Edith de Northumbria
Edith de Northumbria nació posiblemente en el año 995, siendo su filiación incierta, al parecer fue hija de Uthred, Conde de Northumbria conocido también como Uhtred de Bamburgh o Uchtred el Calvo y de Elgiva (Ælfgifu), o hija de Etelredo II el Indeciso.
Su esposo, el caballero Sigeferth, fue asesinado por orden del rey Etelredo II (1015), acusado de conspirar con el príncipe heredero Edmundo, mientras que ella era recluida en un convento.
El príncipe Edmundo la saca del convento, y en clara oposición a su padre, se casa con ella en la localidad de Malmesbury, en Wiltshire, en agosto de 1015. De este matrimonio nacieron dos hijos, el mayor de los cuales fue Eduardo el Exiliado.
Muerto su segundo esposo (30 de noviembre de 1016), llega al trono Canuto el Grande de Dinamarca, el cual, para alejar toda posible rebelión restauradora de la dinastía Cerdic, envía al exilio a Edith y a sus hijos y se desposa con la reina madre, la viuda del anterior rey Etelredo II, Emma de Normandía (2 de julio de 1017).
Murió en Hungría, posiblemente en el año 1017.
| Predecesor: Sigrid la Altiva | Reina Consorte de Inglaterra 1016 | Sucesor: Emma de Normandía |